# Asendorf (Diepholz)
Pour les articles homonymes, voir Asendorf.
Asendorf  est une municipalité allemande du land de Basse-Saxe et l'arrondissement de Diepholz.